# Kedgeree

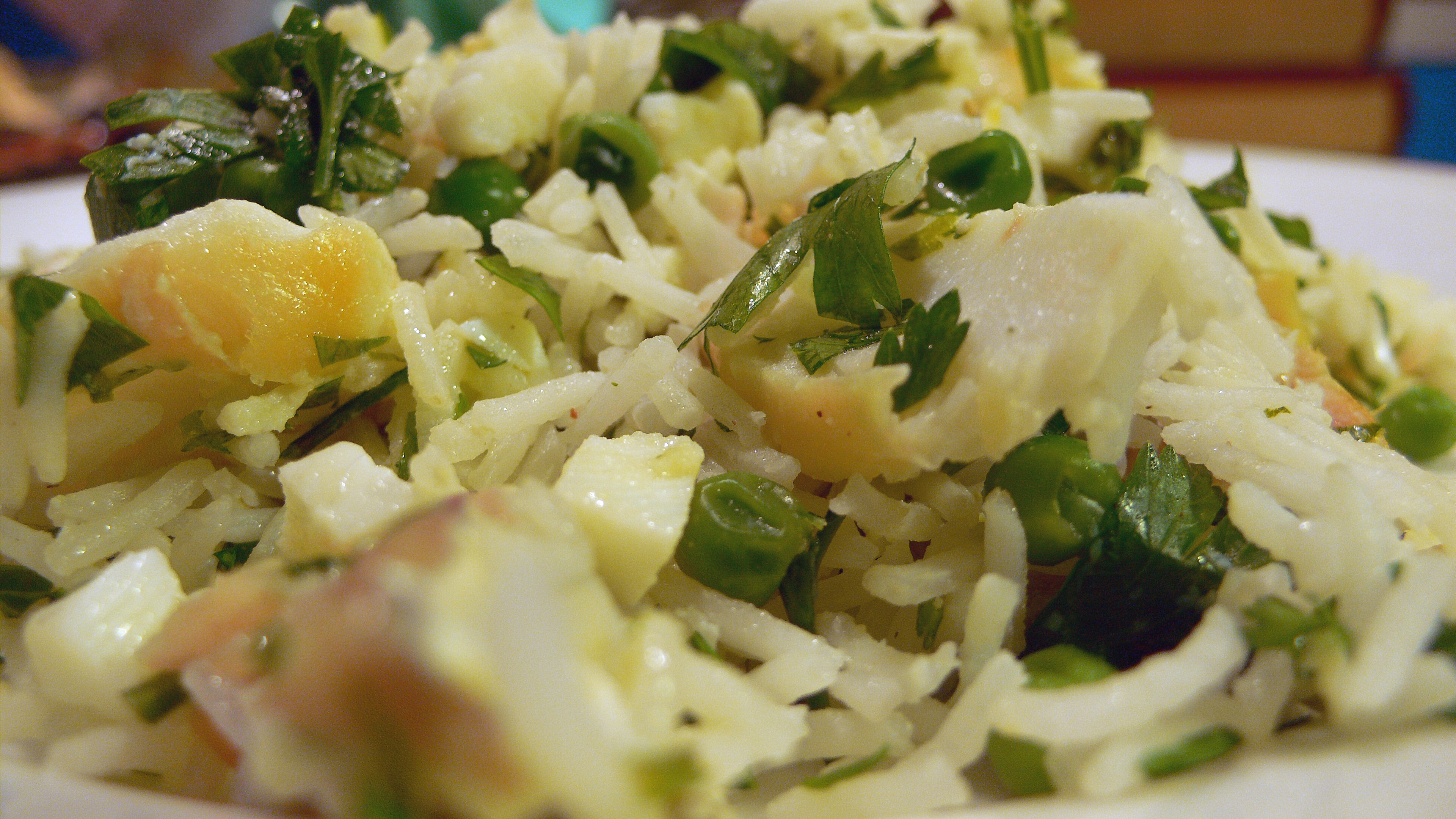
Kedgeree.

Le kedgeree (ou kitcherie, kitchari, kidgeree, kedgaree, kitchiri ou khichuri) est un plat indo-britannique à base de poisson (traditionnellement du haddock), riz bouilli, persil, œufs durs, poudre de curry, beurre et crème.

## Histoire
Son origine est très ancienne, des traces de son existence remontant à 1340 ayant été trouvées.

## Dans la culture
- Dans la série éponyme de Philip Pullman, le kedgeree est l'un des deux seuls plats que sait préparer Sally Lockhart[2].
- Dans l'épisode 8 de la saison 4 de la série The Crown produite par Netflix, on peut voir la Première ministre Margaret Thatcher (interprétée par l'actrice Gillian Anderson) préparer un kedgeree en donnant à ses conseillers son avis sur le Commonwealth[3].
- Dans l'épisode 9 (intitulé « Dernières festivités ») de la saison 4 de la série Downton Abbey, Paul Giamatti incarne Harold Levinson (fils de Martha Levinson et frère de Lady Grantham), en visite à Londres malgré lui. À l’issue d’un dîner, son valet mentionne que M. Levinson, contre toute attente, a adoré (et repris trois fois) le kedgeree qui lui a été servi, lequel s’avère être l’œuvre de Daisy (l’assistante de Mme Patmore, cuisinière des Grantham) à qui il est ainsi offert de partir exercer ses talents aux États-Unis (ce qu’elle refuse).